# إيان تايسون
إيان تايسون هو كاتب أغاني ومغني وعازف قيثارة كندي، ولد في 25 سبتمبر 1933 في فيكتوريا في كندا.

## وصلات خارجية
- إيان تايسون على موقع IMDb (الإنجليزية)
- إيان تايسون على موقع ميوزك برينز (الإنجليزية)
- إيان تايسون على موقع أول ميوزيك (الإنجليزية)
- إيان تايسون على موقع ديسكوغز (الإنجليزية)